# Celso Pitta
Celso Roberto Pitta do Nascimento ComMM (Rio de Janeiro, 29 de setembro de 1946 — São Paulo, 20 de novembro de 2009), mais conhecido como Celso Pitta ou simplesmente Pitta foi um economista e político brasileiro tendo o Partido Trabalhista Brasileiro como seu último partido.
Graduado pela Universidade Federal Fluminense, possuía mestrado em economia na Universidade de Leeds (Inglaterra) e curso de Administração Avançada na Universidade Harvard (Estados Unidos).
Foi o prefeito da cidade de São Paulo de 1° de janeiro de 1997 a 1º de janeiro de 2001. Foi o segundo negro a ser prefeito de São Paulo (o primeiro foi o advogado Paulo Lauro, que ocupou o cargo entre 1947 e 1948), e o primeiro a ser escolhido pelo voto popular.
Apadrinhado político de Paulo Maluf (com quem depois romperia), foi eleito no segundo turno derrotando a candidata do PT Luiza Erundina. A vitória de Pitta deveu-se sobretudo ao apoio de pessoas muito importantes, que tinham grande carisma popular. Suas propostas envolviam principalmente projetos na área de transporte, como o "fura-fila" (chamado depois de "Paulistão" e de "Expresso Tiradentes"), parcialmente finalizado dez anos depois, ao custo total de 1,2 bilhão de reais.

## Biografia
Em 1968, graduou-se em economia pela Universidade Federal do Rio de Janeiro (UFRJ) e trabalhou como economista no Ministério do Planejamento de 1969 a 1971. Fez pós-graduação em economia na Universidade de Leeds, na Inglaterra em 1971. Em 1974, tornou-se diretor de controle e fiscalização do Estaleiro Mauá. Em 1980, fez pós-graduação em administração na Universidade de Harvard, nos Estados Unidos. Em 1981, atuou como assessor na área financeira para a Global Transporte Oceânico, tendo sido nomeado no ano seguinte diretor administrativo da Casa da Moeda.
Em 1989, tornou-se diretor financeiro da Eucatex, empresa de propriedade da família Maluf. Em 1993, durante a gestão de Paulo Maluf na prefeitura de São Paulo (1993-1997), foi nomeado secretário municipal de Finanças. Em 1995, filiou-se ao Partido Progressista Reformador (PPR), o qual passou a se chamar Partido Progressista Brasileiro (PPB) no mesmo ano. Foi Indicado por Maluf como candidato à sua sucessão na eleição de 1996.
Terminou o primeiro turno com 48,24% dos votos válidos. Foi ao segundo turno contra a ex-prefeita Luiza Erundina (PT), tendo vencido com 62,28% dos votos válidos.

### Prefeitura de São Paulo

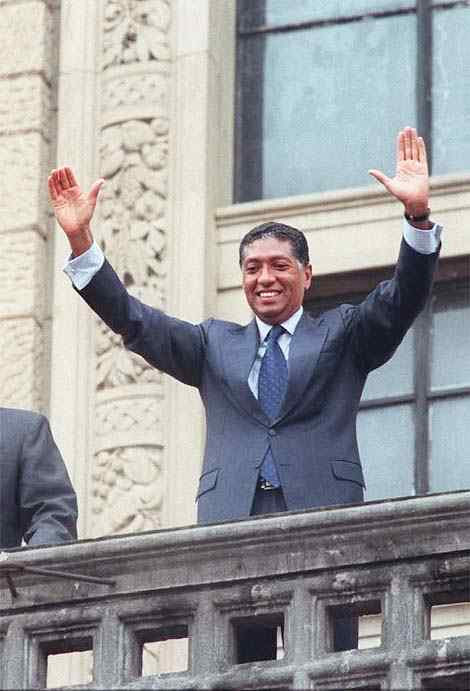
Celso Pitta, na condição de prefeito de São Paulo, na sacada do Palácio das Indústrias então sede da Prefeitura de São Paulo, em 1997.

Em 1999, Pitta foi admitido pelo presidente Fernando Henrique Cardoso à Ordem do Mérito Militar no grau de Comendador especial.
O mandato de Pitta, no entanto, foi marcado pela corrupção, com as denúncias tendo estourado em março de 1999, relatadas principalmente por sua ex-esposa, Nicéia Pitta, que vinha sendo ameaçada de morte. As denúncias envolviam vereadores, subsecretários e secretários no escândalo conhecido “Máfia da Propina"- entre as denúncias também estava o "escândalo dos precatórios". Tais denúncias tiveram como consequências a abertura de uma CPI na Câmara de Vereadores, cujos trabalhos de investigação foram interrompidos por decisão em plenário, mas que levou à cassação de dois vereadores. Em função desse escândalo, foi feito um pedido de abertura de processo de impeachment contra o prefeito, mas foi rejeitado pelos vereadores. Pitta foi alvo do primeiro abaixo-assinado online do Brasil. Em abril de 1999, o Movimento Ação para a Cidadania iniciou o abaixo-assinado para pedir a sua cassação.
Deixou o PPB em março de 1999, rompendo com seu padrinho político Paulo Maluf, vindo a se filiar ao Partido Trabalhista Nacional (atual Podemos) em setembro.
Em março de 2000, foi novamente apresentado à Câmara de Vereadores um pedido abertura de processo de impeachment, pela seção paulista da Ordem dos Advogados do Brasil (OAB-SP), baseado em 11 acusações. Em julho de 2000, o pedido foi rejeitado pela maioria dos parlamentares.
Em maio de 2000, o Tribunal de Justiça de São Paulo decretou o afastamento de Celso Pitta do cargo, por gasto irregular com propaganda, em ação movida pelo Ministério Público do Estado de São Paulo. Por 18 dias, o então vice-prefeito Régis de Oliveira assumiu a prefeitura. Depois, Pitta entrou com recurso judicial no Superior Tribunal de Justiça e recuperou o mandato.
Por conta de medidas adotadas durante o seu mandato como prefeito e como secretário das Finanças do então prefeito Paulo Maluf, Pitta foi réu em treze ações civis públicas, acusando-o de ilegalidades. O valor das denúncias somadas alcançou 3,8 bilhões de reais, equivalente a quase metade do orçamento da cidade à época. A dívida paulistana passou na sua gestão de 8,6 bilhões de reais em 1997 para 18,1 bilhões de reais.
Por causa das denúncias, Pitta não se candidatou à reeleição em 2000, já que a maioria dos paulistanos rejeitava a sua gestão.
Ao deixar o poder em janeiro de 2001, uma pesquisa mostrou que 83% dos paulistanos consideravam a sua gestão ruim ou péssima, um dos maiores índices de ex-prefeitos que saíram do cargo.

### Candidaturas
Pitta candidatou-se a deputado federal nas eleições de 2002, pelo então nanico PSL, e nas de 2006, pelo PTB. Na primeira recebeu 84 119 votos (0,42%), na segunda, 7 484 (0,03%), não obtendo êxito em ambas.

### Prisões
Em 4 de maio de 2004, durante depoimento à Comissão Parlamentar de Inquérito do Banestado, foi preso por desacato à autoridade ao discutir com o senador Antero Paes de Barros (PSDB-MT)
Em 2006, o Ministério Público (MP-SP) pediu, por meio de ação cível por má administração pública, a devolução de 11,8 milhões de reais aos cofres da prefeitura paulistana.
Em 2008, a Justiça Federal considerou Pitta culpado pelo "escândalo dos precatórios", impondo-lhe uma pena de 4 anos de prisão. Foi preso pela Polícia Federal em 8 de julho durante a Operação Satiagraha contra corrupção, por desvio de verbas públicas e lavagem de dinheiro. Dois dias depois, teve a prisão temporária afastada após liminar do presidente do STF Gilmar Mendes.

#### Pensão
Celso Pitta ficou foragido por duas semanas por não ter pago a pensão para sua ex-mulher Nicéia Pitta, mas conseguiu um habeas corpus na justiça para responder o processo em liberdade e convocou uma entrevista coletiva no dia 3 de dezembro de 2008 para explicar sua versão dos fatos.

#### Prisão domiciliar
O juiz Francisco Antônio Bianco Neto, da 5ª Vara da Família da capital condenou Pitta a prisão domiciliar por não pagar pensão alimentícia à ex-mulher. Teria que cumprir prisão domiciliar, pois estava devendo para Nicéia Camargo R$ 155 mil de pensão alimentícia.

### Cirurgia
Em janeiro de 2009, Pitta submeteu uma cirurgia, para retirada de um tumor no intestino e depois da cirurgia, iniciou o tratamento com quimioterapia no Hospital Sírio-Libanês.

## Morte
Celso Pitta morreu no dia 20 de novembro de 2009, aos 63 anos, em decorrência de um câncer no intestino. Ele estava internado no Hospital Sírio-Libanês, em São Paulo, e havia se submetido a uma operação.
Seu estado de saúde piorou mais nos últimos meses, de acordo com declarações de seu advogado, devido aos processos a que respondia.